# Pokrajina Ascoli Piceno
Pokrajina Ascoli Piceno (v italijanskem izvirniku Provincia di Ascoli Piceno, izg. Provinča di àskoli pičèno) je ena od petih pokrajin, ki sestavljajo italijansko deželo Marke. Meji na severu s pokrajino Fermo, na vzhodu z Jadranskim morjemi, na jugu z deželo Abruci in na zahodu z deželama Umbrija in Lacij ter s pokrajino Macerata.

## Večje občine
Glavno mesto je Ascoli Piceno, ostale večje občine so (podatki 31.01.2008):
| Občina        | Prebivalcev |
| ------------- | ----------- |
| Ascoli Piceno | 51.630      |
|               |             |
|               |             |
|               |             |

## Naravne zanimivosti
Posebnost pokrajine je Pilatovo jezero (Lago di Pilato), ki je edino naravno jezero v Markah in eno redkih krniških jezer v Apeninih. Leži med visokimi stenami malo pod vrhom gore Vettore (2476 m). Ker nima dotokov, sta njegov obseg in globina vode odvisna samo od količine deževja in predvsem od taljenja snega, ki ga sicer pokriva večji del leta. Ob hudi suši iz leta 1990 so bili odkriti na dnu jezera razni požiralniki, ki verjetno donašajo vodo na oddaljen izvir reke Aso. Posebnost jezera je, da pokriva dve manjši globeli, ki se ob suši ločita v dve manjši jezerci, zato se ga je oprijel naziv "jezero z očali".
Seznam zaščitenih področij v pokrajini:
- Narodni park Gran Sasso e Monti della Laga (Parco nazionale del Gran Sasso e Monti della Laga)
- Narodni park Monti Sibillini (Parco nazionale dei Monti Sibillini)

## Zgodovinske zanimivosti
V času Rimljanov je bila zgrajena preko današnje pokrajine cesta Salaria. Ena od postaj in počivališč vzdolž te ceste je bila v današnjem naselju Acquasanta Terme, ki je še sedaj znano po naravnih toplicah. Zraven toplic je takrat delovala večja gostinska organizacija in zdravilišče za rimsko vojsko, zato je bila označena že na zemljevidih rimskega cesarstva. Omenja se na primer v Tabuli Konrada Peutingerja, ki je bila sestavljena med drugim stoletjem pr. n. št. in četrtim stoletjem.